# Empis macedoniensis
Empis macedoniensis är en tvåvingeart som först beskrevs av Joseph Charles Bequaert 1962.  Empis macedoniensis ingår i släktet Empis och familjen dansflugor. Inga underarter finns listade i Catalogue of Life.